# Villa de Pratolino

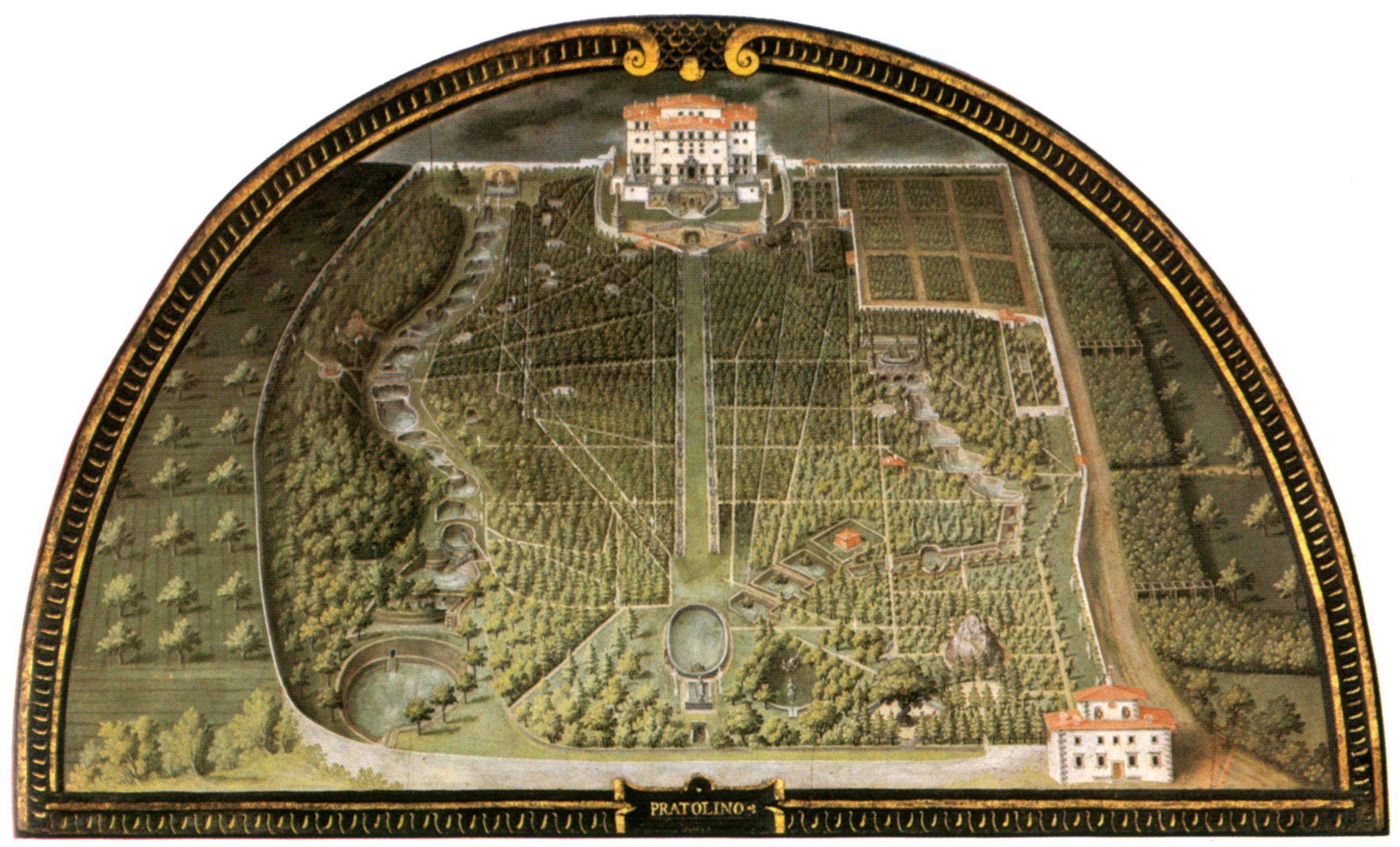
Mitad inferior del jardín de Pratolino, de Giusto Utens 1599. (Museo topográfico de Florencia)

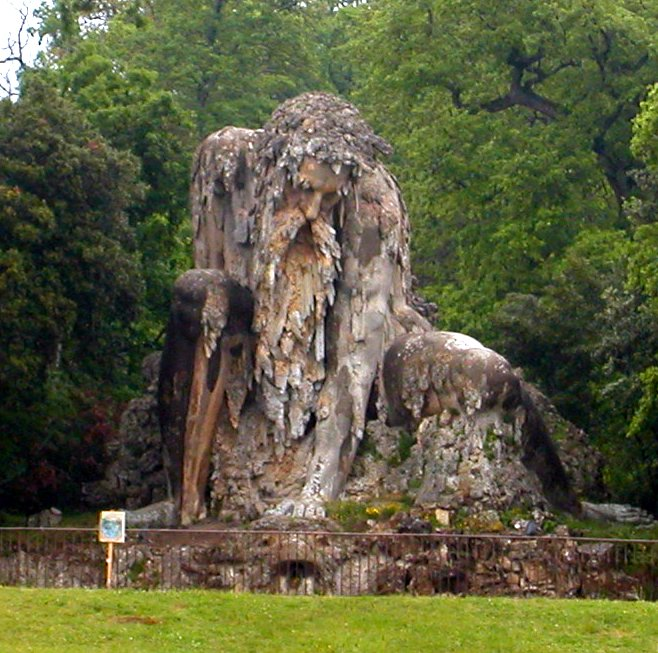
El "Coloso de los Apeninos" de Juan de Bolonia.

La villa de Pratolino fue una villa patricia del Renacimiento en Vaglia, Toscana, Italia. Fue casi totalmente demolida en 1820 y sus restos son ahora parte de la villa Demidoff, a 12 km al norte de Florencia, accesible desde la carretera principal a Bolonia.
También es, desde 2013, uno de los bienes incluidos a título individual en «Villas y jardines Médici en Toscana», inscrito en el Patrimonio de la Humanidad de la Unesco (n.º ref. 175-011). 

## Historia
Fue construida por los Medici, en concreto por Francisco I de Médici, Gran Duque de Toscana, en parte para complacer a su amante veneciana, la célebre Bianca Cappello. El diseñador de la villa y los jardines fue su arquitecto de la corte, Bernardo Buontalenti, se construyó entre 1569 y 1581. Para 1579 estaba lo suficientemente terminada para ser el escenario de la boda de Francesco y Bianca Cappello. En su tiempo fue un ejemplo espléndido del jardín manierista.
En septiembre de 1568, Francesco terminó de adquirir la mayor parte de la propiedad, la cual no era una posesión hereditaria de los Medici y la construcción se inició en la primavera siguiente.
El jardín se desarrolla en una superficie descendente, a lo largo de un eje, el cual pasa por la villa, situada en el centro de la extensión. En la parte inferior central, el visitante todavía puede pasar bajo un arco de chorros de agua, sin mojarse.
Michel de Montaigne, uno de los primeros visitantes que realizó una descripción de Pratolino, lo vio en 1581, y consideró que se había construido, inspirada en la Villa d'Este, "precisamente en rivalidad con este lugar". Una descripción más larga fue publicada por un florentino, Francesco de Vieri, en 1586. El pintor Giusto Utens realizó, en 1599, una vista de la mitad sur del complejo de villa entre su serie de lunetos que contienen vistas de pájaro de las villas de los Médicis pintadas en 1599. Stefano della Bella hizo grabados de seis nuevas vistas a mediados del siglo XVII y la serie se completó con más amplias descripciones en el siglo XVIII. Sin embargo, Pratolino no ha sobrevivido, como otras villas Medici.
A pesar del uso y éxito de la villa y sus fuentes, después de la muerte de Francesco fue abandonada. En el siglo XVIII, algunas de sus esculturas fueron llevadas para adornar la ampliación de los Jardines de Boboli, y el Pratolino quedó abandonado. En 1798 un visitante alemán quedó impresionado con la ruina romántica de la villa. El Gran Duque Fernando III decidió aprovechar el lugar para sus paseos, por el aire salvaje de la vegetación abandonada y la maleza; en 1820 se decidió demoler la casa y el jardín fue rediseñado al estilo inglés convirtiéndose en uno de los jardines más románticos de la Toscana. En 1872, el complejo fue vendido por los herederos de Leopoldo II, el ex Gran Duque de Toscana, al príncipe Paolo Demidoff quien restauró la Paggeria, y la convirtió en la Villa Demidoff de Pratolino. La propiedad fue heredada por el príncipe Pablo de Yugoslavia. Más tarde, el parque fue comprado por la provincia de Florencia que mantiene el parque y lo abre para uso público de mayo a septiembre.
La iconografía complicada del jardín se manifiesta en la estatua de "Appennino" (1579-1580), una colosal escultura de Juan de Bolonia, que originalmente parecía salir del nicho de rocas que antiguamente lo rodeaban. Existen además múltiples grutas con autómatas de agua impulsado por un órgano de agua, otros chorros sorprenden en las mejores fiestas a los visitantes, empapando sus trajes cuando se abren las espitas secretas. Este jardín  ofrece yuxtaposiciones sorprendentes de grandes obras artísticas con imitaciones de la naturaleza salvaje.